# 世界足球 胜利十一人8
《世界足球 胜利十一人8》是一款由科乐美公司制作和发行的足球类游戏。本游戏于2004年8月5日在日本地区PlayStation 2发行，于2004年10月15日在欧洲地区发行。游戏后又发行了《J联赛 胜利十一人8 亚洲冠军联赛》（中国大陆官方译为）和《世界足球 胜利十一人8 网络进化》。
游戏扩展了大师杯联盟，队伍增至138个。更多元素增加至球员的发展和退役。
除了美国地区PC版本之外，本游戏收到普遍好评。

## 球隊

### 國家隊
- 歐洲： 奥地利、 比利时、 保加利亚、 、 捷克、 丹麦、 英格兰、 芬兰、 法國、 德国、 希腊、 匈牙利、 愛爾蘭、 義大利、 拉脫維亞、 荷蘭、 北爱尔兰、 挪威、 波蘭、 葡萄牙、 羅馬尼亞、 俄羅斯、 苏格兰、 塞爾維亞與蒙特內哥羅、 斯洛伐克、 斯洛維尼亞、 西班牙、 瑞典、 瑞士、 土耳其、 乌克兰、
- 非洲： 喀麦隆、 埃及、 摩洛哥、 塞内加尔、 奈及利亞、 南非、 突尼西亞
- 中北美洲： 、 牙买加、 墨西哥、 美国
- 南美洲： 阿根廷、 巴西、 智利、 哥伦比亚、 、 巴拉圭、 秘魯、 乌拉圭
- 亞洲： 中國、 伊朗、 沙烏地阿拉伯、 日本、
- 大洋洲：

### 聯賽
- 意大利甲組足球聯賽
- 荷蘭甲組足球聯賽
- 西班牙甲組足球聯賽
- 英格蘭超級足球聯賽
- 法國甲組足球聯賽
- 德國甲組足球聯賽

## 球場
- 札幌巨蛋
- 宮城運動場
- 新潟運動場
- 茨城縣立鹿嶋足球場
- 埼玉2002運動場
- 橫濱國際綜合競技場
- 靜岡縣小笠山綜合運動公園運動場
- 大阪市長居陸上競技場
- 御崎公園球技場
- 大分體育公園綜合競技場
- 路易二世體育場

## 外部連結
- 勝利十一人8影片 （页面存档备份，存于）